# هنري ألسويرث إيوينغ
هنري ألسويرث إيوينغ (بالإنجليزية: Henry Ellsworth Ewing) هو عالم حشرات أمريكي، ولد في 11 فبراير 1883، وتوفي في 5 يناير 1951.